# タコマ級フリゲート
| タコマ級フリゲート | タコマ級フリゲート                              | タコマ級フリゲート      |
| ------------------ | ----------------------------------------------- | ----------------------- |
| PF-67「ピオリア」  |                                                 |                         |
| 艦級概観           |                                                 |                         |
| 艦種               | 哨戒フリゲート（PF）                            | 哨戒フリゲート（PF）    |
| 艦名               | 都市名                                          | 都市名                  |
| 前級               | アッシュヴィル級                                | アッシュヴィル級        |
| 次級               | (オリバー・H・ペリー級)                         | (オリバー・H・ペリー級) |
| 就役期間           | 1943年 - 1953年(1973年)                         | 1943年 - 1953年(1973年) |
| 性能諸元例         |                                                 |                         |
| 排水量             | 基準：1,430トン                                 | 基準：1,430トン         |
| 排水量             | 満載：2,250トン                                 |                         |
| 全長               | 92.66 m                                         | 92.66 m                 |
| 全幅               | 11.43 m                                         | 11.43 m                 |
| 深さ               | 5.3m                                            | 5.3m                    |
| 吃水               | 4.53 m                                          | 4.53 m                  |
| 機関               | 3胴式水管ボイラー (16.9 kgf/cm2 (240 lbf/in2)   | 2缶                     |
| 機関               | 直立型4気筒3段膨張式 レシプロ蒸気機関 (2,750hp) | 2基                     |
| 機関               | スクリュープロペラ                              | 2軸                     |
| 速力               | 20kt                                            | 20kt                    |
| 乗員               | 170名                                           | 170名                   |
| 兵装               | 50口径3インチ単装緩射砲                         | 3基                     |
| 兵装               | 56口径40mm連装機銃                              | 2基                     |
| 兵装               | 70口径20mm単装機銃                              | 9基                     |
| 兵装               | ヘッジホッグ対潜迫撃砲                          | 1基                     |
| 兵装               | 片舷用爆雷投射機（K砲）                         | 8基                     |
| 兵装               | Mk.9爆雷投下軌条                                | 2条                     |
| GFCS               | Mk.51 (3in砲・40mm機銃用)                       | 2基                     |
| レーダー           | SA 対空捜索用                                   | 1基                     |
| レーダー           | SL 対水上捜索用                                 | 1基                     |
| ソナー             | QBFまたはQJA 探信儀                             | 1基                     |

タコマ級フリゲート (タコマきゅうフリゲート、英語: Tacoma-class frigate) は、第二次世界大戦期にアメリカ合衆国で建造された哨戒フリゲート（パトロール・フリゲート）の艦級。

## 来歴
大西洋の戦いの緒戦段階で護衛艦艇の不足に直面したアメリカ海軍は、1941年、イギリスよりフラワー級コルベットの提供を受けてアクション級コルベットとして運用していた。フラワー級コルベットは性能面で制約が大きかったことから、イギリスにおいては新設計のリバー級フリゲートが1942年より就役しはじめており、同年12月には、カナダで建造された2隻がアメリカ海軍に提供された。当初、このアッシュビル級はコルベット（PG）として種別されていたが、1943年4月にはフリゲート（PF）に艦種変更され、アメリカ海軍初のフリゲートとなった。
アッシュビル級は、備砲や機銃、対水上レーダー等はアメリカ海軍の備品に改めて竣工していたため、イギリス、アメリカ、カナダの3カ国の装備を混載する形となっていた。このことからアメリカ海軍は、このアッシュビル級、すなわちリバー級の設計をもとに、装備を全面的にアメリカ式に切り替えるなどの改正を加えたフリゲートの整備を計画し、これによって建造されたのが本級である。なお本級の建造が順調に進展したことから、当初計画されていたアッシュビル級8隻の取得は中止され、これらはすべてリバー級として英海軍で就役した。

## 設計
本級はリバー級と同様、他の多くの戦闘艦と異なり、商船構造で設計された。このため防御力の面で見劣りしたものの、建造期間が短くなったうえ、海軍の造船所ではなく民間の造船所に建造を委任することができた。船体規模は、オリジナルのリバー級と比して全長で0.8メートル、全幅で0.3メートル増加している。また建造に当たっては、溶接範囲が拡大されて、ほぼ全溶接構造とされたことでブロック建造により適したものとなっており、このアプローチはのちに英海軍においてもロック級フリゲートで導入された。
第二次大戦中に建造されたアメリカの護衛駆逐艦は主機関に蒸気タービンもしくはディーゼルエンジンを利用するが、タコマ級は原型艦と同様、フラワー級コルベット以来の直立型直列4気筒3段膨張式のレシプロ蒸気機関を踏襲した。
主ボイラーとしてはバブコック・アンド・ウィルコックス社製3胴式水管ボイラーを搭載しており、蒸気圧力は16.9 kgf/cm2 (240 lbf/in2)程度とされている。機関は上述の通り、オリジナルと同様の直立型直列4気筒3段膨張式レシプロ蒸気機関であるが、アメリカでのメーカーは不詳である。主ボイラーは前後のボイラー室に1基ずつ、その後方の機械室に2基の機関が両舷に並んで設置されて、それぞれ1軸ずつの計2軸を駆動していた。

## 装備
装備面では、短船体型の護衛駆逐艦であるエヴァーツ級（GMT型）のものがおおむね踏襲されている。主砲としては、50口径3インチ緩射砲を艦首甲板と前部甲板室上に背負式に1基ずつ、また艦尾甲板にも1基と、計3基を備えている。また高角機銃としては40mm連装機銃を2基、後部上部構造物上に備えていた。これらを管制する射撃指揮装置（FCS）としては、主方位盤が艦橋上に、また副方位盤が高角機銃座の前方に設置されており、いずれもMk.51が用いられていた。
対潜兵器としては、後甲板に片舷式爆雷投射機（K砲）を片舷4基ずつの計8基、艦尾に爆雷投下軌条2条を設置したほか、艦首甲板の3インチ砲座の間にヘッジホッグMk.10対潜迫撃砲が装備された。これは旋回機構をもたない最初期の対潜前投兵器であるが、非常に優れた対潜火力であった。

## 運用
100隻が発注されたが4隻が建造中止となり、96隻が竣工した。なお、アメリカ海軍では教育体系上から蒸気タービンに習熟していたことから、本級の運用はアメリカ沿岸警備隊によって行われた。
また他国への貸与・供与も多く、建造された96隻のうち21隻はイギリス海軍に貸与され、コロニー級と新たに命名された。また、大戦末期には日本に対する防備用として28隻がソ連の赤色海軍に供与された。ソ連では警備艦に分類され、タコマ級あるいはPF級の艦級名で呼ばれた。
終戦後、ソ連から返還された内の18隻は日本の海上警備隊に貸与され警備船となり、海上自衛隊発足後はくす型護衛艦(PF)として1972年まで運用された。なお、日本は、本級の戦後の貸供与先としては最大勢力であった。また、ソ連から返還された内の5隻は創生期の大韓民国海軍にも貸与され、豆満級フリゲートとして1973年まで運用された。

## 画像

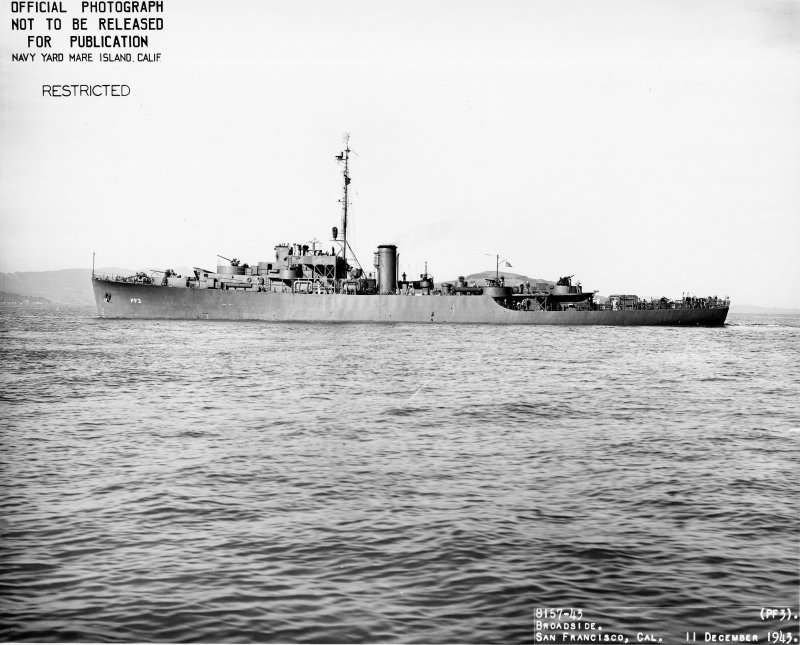
Tacoma (PF-3)
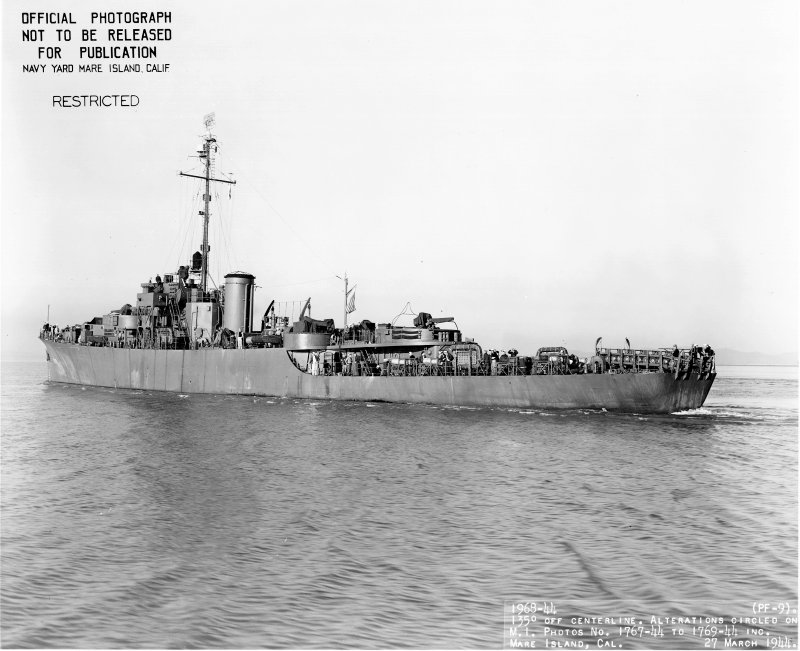
Pocatello (PF-9)
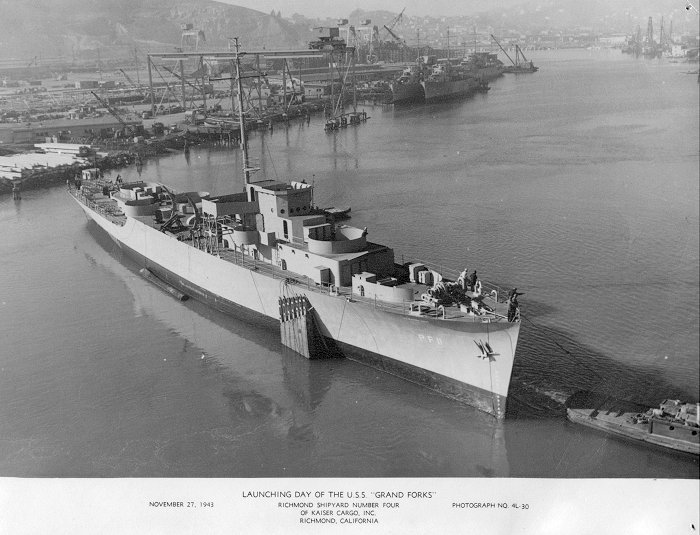
Grand Forks (PF-11)
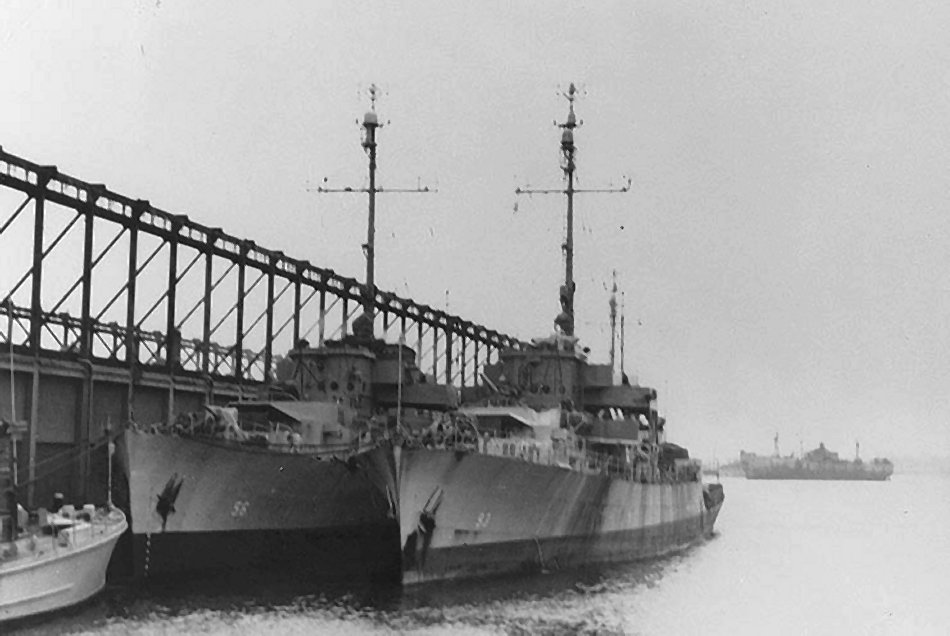
Covington (PF-56) (left)  and the Lorain (PF-93)
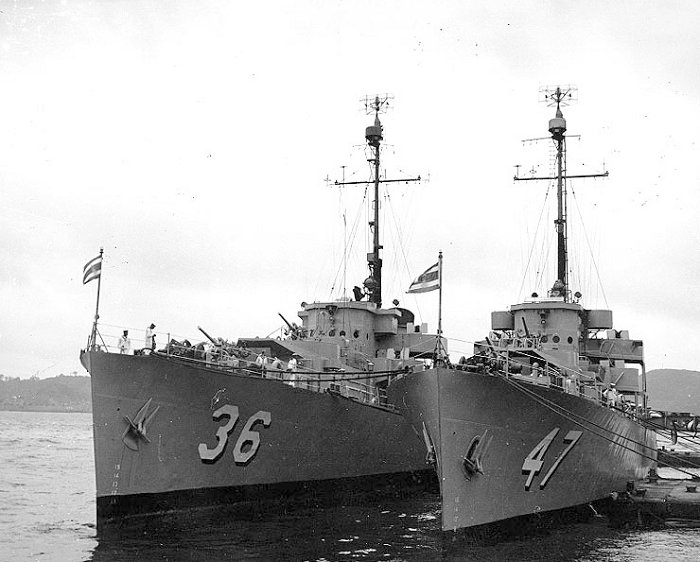
Glendale (PF-36) and Gallup (PF-47)
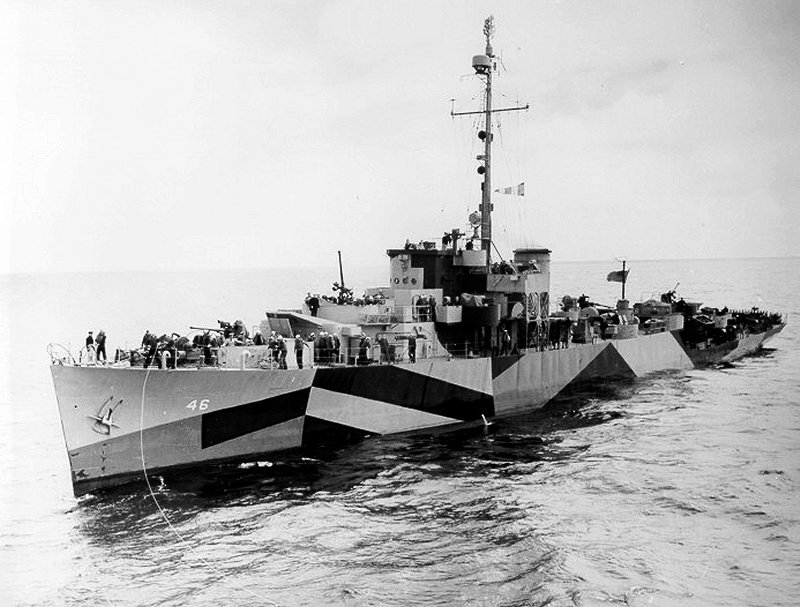
Bisbee (PF-46)